# Peinado
Peinado je neaktivní stratovulkán nacházející se v argentinské provincii Salta. Sopka je poměrně mladá (jedna z nejmladších v regionu). Vrchol 5740 m vysokého vulkánu, stejně jako severozápadních stěna, je pokryt pyroklastickým materiálem, pocházejícím z erupcí hlavního kráteru. V širším okolí sopky se nachází několik struskových kuželů, maarů a lávových proudů.